# Halteriidae
Famille
Les Halteriidae sont une famille de Ciliés de la classe des Oligotrichea et de l’ordre des Halteriida.

## Étymologie
Le nom de la famille vient du genre type Halteria, dérivé du grec halter, saut, en référence au mode de déplacement par sauts de cet organisme.

## Liste des genres
Selon GBIF (24 octobre 2022) :
- Cephalotrichium Meunier, 1910
- Halteria Dujardin, 1841  genre type
- Halterioforma Horváth, 1956
- Meseres Schewiakoff, 1892
- Pelagohalteria Foissner, Skogstad & Pratt, 1988

Selon The Taxonomicon (24 octobre 2022)
- ? Octocirrus Rao, 1928, nom. dub.
- ? Spelaeonecta Jankowski, 1975
- Cephalotrichium Meunier, 1910
- Halteria Dujardin, 1841   genre type
- Halterioforma Horváth, 1956
- Meseres Schewiakoff, 1893[1892]
- Metastrombidium Fauré-Fremiet, 1923
- Parastrombidium Fauré-Fremiet, 1923
- Pelagohalteria Foissner et al., 1988

## Systématique
Le nom valide de ce taxon est Halteriidae Claparède & Lachmann, 1858.